# لعبة العام
لعبة العام أو لعبة السنة اختصار(GotY) هو عنوان جائزة تمنحها عدد من المجلات وحفلات ومواقع ألعاب الفيديو لأفضل ألعاب في عالم ألعاب الفيديو .ويمكن أيضًا أن تكون من أكثر الألعاب مبيعًا في الأسواق.وأشهر هذه الحفلات هو حفل جوائز اللعبة.الذي يقام في شهر ديسمبر كل عام ، بواسطة الاعلامي جيف كيلي . يذكر ان الحفل تغلب على حفلات جوائز الافلام والاغاني بتحقيقه نسب مشاهدات عاليه ، الحفل قد كسر حاجز 83 مليون مشاهدة عالميا 